# Шарлота Вилхелмина фон Хесен-Дармщат
Шарлота Вилхелмина Кристиана Мария фон Хесен-Дармщат (на немски: Charlotte Wilhelmine Christiane Marie von Hessen-Darmstadt; * 5 ноември 1755, Дармщат; † 12 декември 1785, Хановер) е принцеса от Хесен-Дармщат и чрез женитба херцогиня на Мекленбург-Щрелиц.

## Живот
Тя е втората дъщеря на ландграф Георг Вилхелм фон Хесен-Дармщат (1722 – 1782) и съпругата му Мария Луиза Албертина фон Лейнинген-Дагсбург-Фалкенбург (1729 – 1818), дъщеря на граф Кристиан Карл Райнхард фон Лайнинген-Дагсбург.
Принцесата е сгодена първо за наследствения принц Петер Фридрих Вилхелм фон Олденбург, но годежът е развален след започналата му душевна болест.
Шарлота се омъжва на 28 септември 1784 г. в Дармщат за принц Карл II фон Мекленбург (1741 – 1816), който е вдовец на нейната сестра Фридерика Каролина Луиза (1752 – 1782). Те живеят в Хановер, където той е гувернатор на крал Джордж III От 1794 г. той е херцог на Мекленбург-Щрелиц. Тя става мащеха на неговите оживели пет деца.
Шарлота умира на 12 декември 1785 г. след раждането на сина им, една година след женитбата им. Погребана е в княжеската гробница на Миров при сестра си. Карл прекратява след това службата си в Хановер и се мести при майката на Шарлота в Дармщат, на която дава да се грижи за децата.

## Деца
- Карл Фридрих Август (* 30 ноември 1785; † 21 септември 1837), генерал и президент на пруския държавен съвет, писател